# Дудинце
Дудинце (слч. Dudince, мађ. Gyűgy) су град у Словачкој, који се налази у оквиру Банскобистричког краја, где је у саставу округа Крупина.
Дудинце су познате као најмањи град у Словачкој. Статус града су добили захваљујући постојању бањским делатности у насељу.

## Географија
Дудинце су смештене у јужном делу државе. Главни град државе, Братислава, налази се 170 километара западно од града.
Рељеф: Дудинце су се развиле у долини реке Крупинској долини, која се на југу отвара ка Панонској низији, а ка северу је ограничена планином Штјавњичким врховима. Град је положен на приближно 140 метара надморске висине.
Клима: Клима у Дудинцама је умерено континентална.
Воде: Кроз Дудинце протиче речица Штјавњица. Она дели град на два дела, западни и источни.

## Историја
Људска насеља на овом простору везују се још за време праисторије. Први помен града је из 1284. године. 1551. године први пут се бележе бањске делатности у Дудинцама.
Крајем 1918. Дудинце су постале део новоосноване Чехословачке. У време комунизма град се није значајно развијао, а градска права добио је 1989. године. После осамостаљења Словачке град је постао њено општинско средиште, али је дошло до привредних тешкоћа у време транзиције.

## Становништво
| Година:    | 1994. | 2004.   | 2014.   | 2024.   |
| ---------- | ----- | ------- | ------- | ------- |
| Број људи: | 1591  | 1521    | 1444    | 1362    |
| Разлика:   |       | -4,39 % | -5,06 % | -5,67 % |

| Година:    | 2023. | 2024.   |
| ---------- | ----- | ------- |
| Број људи: | 1376  | 1362    |
| Разлика:   |       | -1,01 % |

Данас Дудинце има око 1.400 становника и последњих година број становника опада.
Етнички састав: По попису из 2001. састав је следећи:
- Словаци - 95,7%,
- Мађари - 3,5%,
- остали.

Верски састав: По попису из 2001. састав је следећи:
- римокатолици - 55,7%,
- лутерани - 28,9%,
- атеисти - 11,3%,
- остали.

## Галерија
- Бањски део Дудинца
- Бањски парк
- Римокатоличка црква у Дудинцу
- Један од бањских хотела